# Ceropegia stapeliiformis
Ceropegia stapeliiformis ist eine Pflanzenart der Gattung Leuchterblumen (Ceropegia) aus der Unterfamilie der Seidenpflanzengewächse (Asclepiadoideae) in der Familie der Hundsgiftgewächse (Apocynaceae).

## Beschreibung

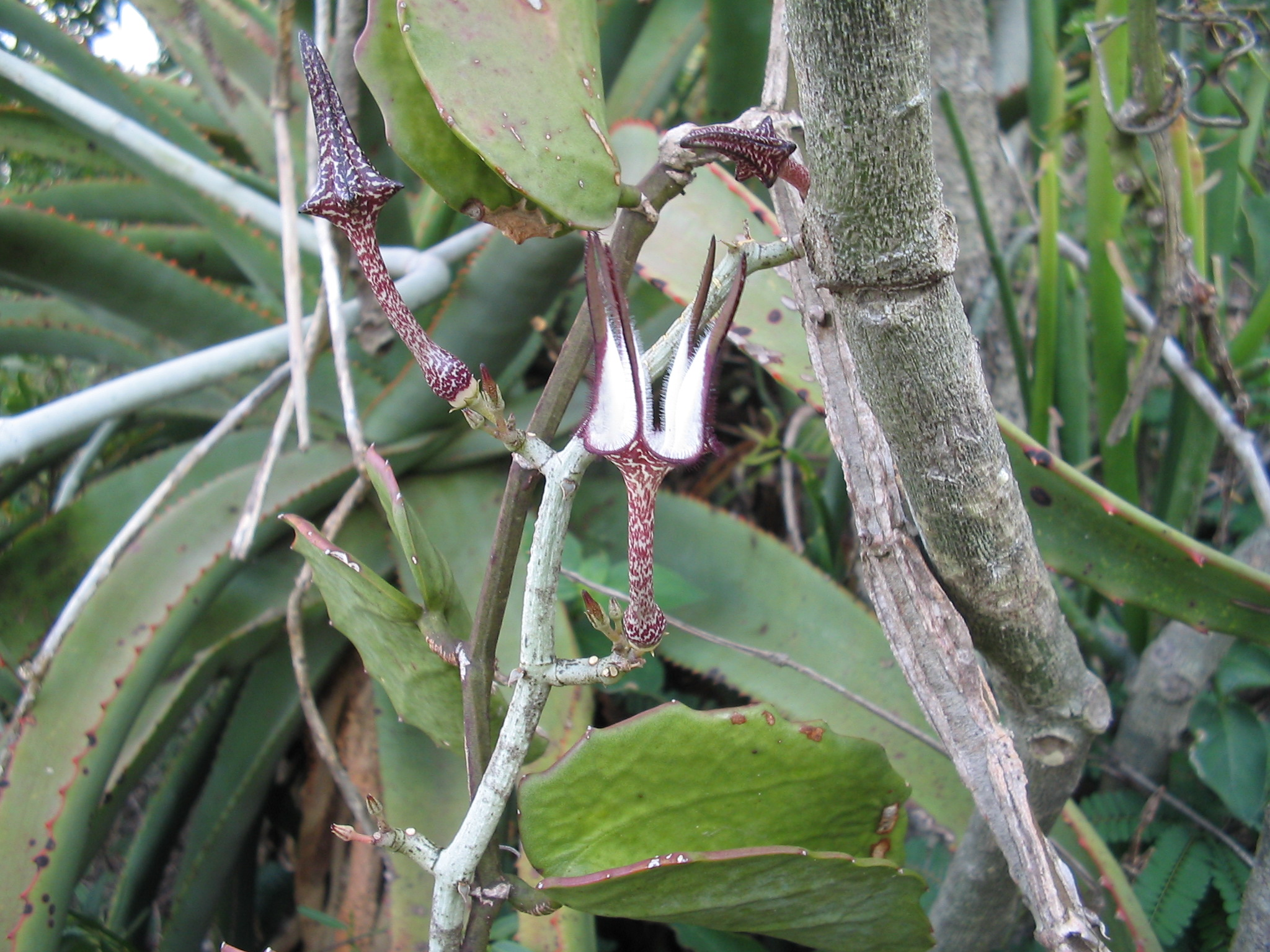
Ceropegia stapeliiformis subsp. serpentina

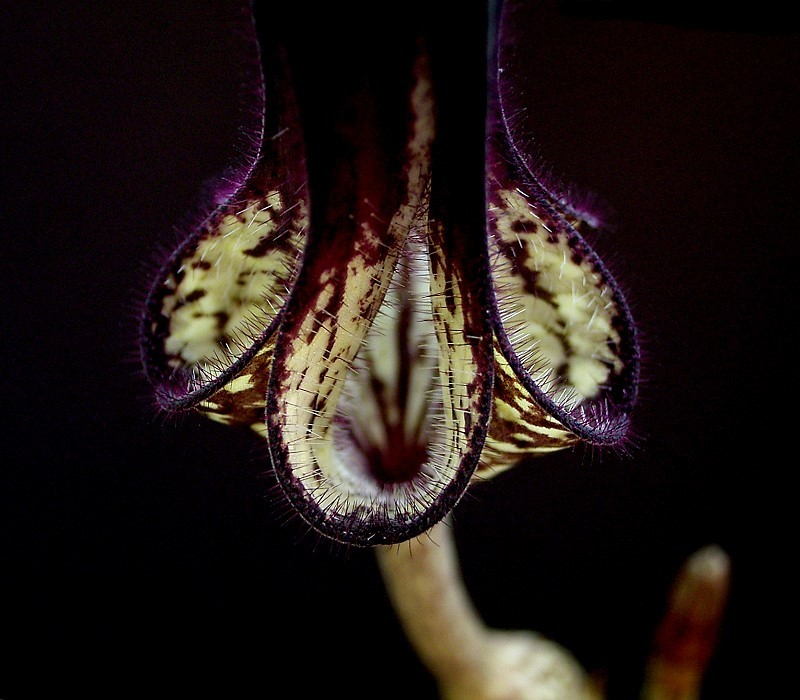
Ceropegia stapeliiformis subsp. serpentina

Ceropegia stapeliiformis ist ein sukkulenter Strauch mit anfangs aufrechten, bald jedoch kriechenden und windend die Begleitvegetation erkletternden Stängeln. Die bis etwa ein, seltener bis 1,5 cm dicken und bis etwa einen Meter langen Zweige verzweigen nur gering weiter. Sie sind anfangs mit einem fleckigen, dunkleren Muster grün, überlaufen dann in der Sonne aber bald fleckig rotbraun und werden im Alter graubraun. Da die schuppenförmigen, gerundet dreieckigen Blätter nur etwa 3 × 4 Millimeter groß sind und meist nur wenige Wochen halten, wirken die Pflanzen fast blattlos.
Die Blüten erscheinen einzeln oder meist zu mehreren in kurz, manchmal bis zu zwei cm lang gestielten Blütenständen. Die fünf grünen Kelchblätter sind etwa vier Millimeter lang, schmal und zugespitzt. Die von den fünf verwachsenen Kronblättern gebildete Struktur ist etwa 7 × 2,5 cm groß, weiß bis grünlichweiß, mit purpurnen Flecken. Am unteren Ende wird ein länglicher Kronkessel von etwa fünf bis sieben Millimeter Durchmesser gebildet, der kontinuierlich in die gebogene, etwa zwei bis drei cm lange und nur etwa drei Millimeter dünne Kronröhre übergeht. Oben öffnet sich die Röhre trichterförmig. Die frei stehenden und abgespreizten oder miteinander verwachsenen und dann aufreißenden Kronzipfel sind schwarzpurpurn und innen stark behaart. 
Die spindelförmigen, bis 10 cm langen Balgfrüchte sind mit feinen Warzen besetzt.

## Systematik und Verbreitung
Diese Art ist in der östlichen und nördlichen Kapprovinz Südafrikas beheimatet. Sie wird in zwei Unterarten mit getrennten Verbreitungsgebieten unterteilt. 
Die in der Ostkapprovinz südlich des 31. Breitengrades beheimatete Ceropegia stapeliiformis subsp. stapeliiformis weist freie, deutlich abgespreizte Kronzipfel auf. 
Die Kronzipfel der im Nordosten der Kapprovinz und in Eswatini nördlich des 28. Breitengrades vorkommenden Ceropegia stapeliiformis ssp. serpentina (E.A.Bruce) R.A.Dyer bleiben miteinander verbunden und bilden eine an der Spitze zusammenhängende Röhre, die zwar später meist aufreißt, jedoch nicht abgespreizt wird.